# Неофит Охридски
Неофит Охридски е православен духовник, охридски архиепископ през 1601 г. Известен е само по две издадени от него на гръцки език грамоти от септември 1601 г., които сега се пазят в светогорския манастир Ватопед. В тях той се титлува „по Божия милост архиепископ на Първа Юстиниана−Охрид и на цяла България, Сърбия, Албания и прочие".